# Erytropoëse

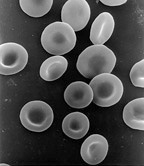
Rode bloedcellen

Erytropoëse, erytropoiësie of erythropoiësis is het deel van de hematopoëse ("bloedvorming") waarbij, vanuit een "hematopoëtische" (bloedvormende) multipotente stamcel, zich erytrocyten (rode bloedcellen) ontwikkelen. Bij de deling van een stamcel ontstaan niet twee dochtercellen, maar een nieuwe stamcel en een reticulocyt: het voorstadium van de rode bloedcel. De vorming van reticulocyten in het beenmerg duurt 5-9 dagen. Dagelijks worden bij de mens ter vervanging van oude rode bloedcellen ongeveer 200 miljard (0,8 % van de totale hoeveelheid) rode bloedcellen nieuw gevormd.
Erytropoëse vindt voor de geboorte plaats in de dooierzak, lever, milt en beenmerg, na de geboorte enkel nog in het rode beenmerg. De aanmaak van rode bloedcellen wordt, bij zuurstoftekort in de weefsels, gestimuleerd door het hormoon erytropoëtine dat op zijn beurt in de nieren wordt aangemaakt. Storingen van de erytropoëse leiden tot anemie (bloedarmoede).
In de tiende week van de embryonale ontwikkeling vormt de lever 10 % van het lichaamsgewicht, bij de geboorte nog maar 5 %: de functie van de lever als bloed-aanmakend orgaan is dan niet meer nodig, omdat voor de zuigeling het beenmerg deze functie overneemt.
Uit een multipotente stamcel kan zich een pro-erytroblast ontwikkelen, waaruit een erytroblast ontstaat. De erytroblast is de voorloper van de normoblast. Hieruit ontstaat na uitstoting van de celkern de reticulocyt, waaruit vervolgens de uiteindelijke erytrocyt, de rode bloedcel, ontstaat.

## Pro-erytroblast

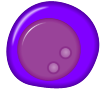
Pro-erytroblast

Pro-erytroblasten (van het Griekse blastos „kiem“) zijn rondachtige, 16–18 µm grote cellen met een grote, lichtgekleurde celkern, twee nucleoli en toenemend basofiel cytoplasma. Uit een pro-erytroblast ontstaan door celdelingen en verdere celdifferentiëring 16 erytrocyten. Na de celdeling van de pro-erytroblasten ontstaan allereerst de basofiele erytroblasten.

## Erytroblast

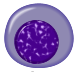
Polychromatische erytroblast

Het eerste ontwikkelingsstadium zijn de basofiele erytroblasten. Hun celkern is relatief klein en bevat samengeklonterde chromatine. Door verdere verkleining van de celkern en afname van het basofiele karakter ontstaan de polychromatische erytroblasten (ook wel macroblasten genoemd). Deze synthetiseren met behulp van de polyribosomen de rode bloedkleurstof hemoglobine en hopen deze stof in hun cel op, waardoor het cytoplasma met zure kleurstoffen (acidofiel) meer en meer kleurbaar wordt. Uiteindelijk ontstaat dan de normoblast.

## Normoblast
Normoblasten hebben slechts weinig ribosomen, maar grotere hoeveelheden van het ijzer opslaande proteïne ferritine. In vergelijking met erytroblasten zijn ze kleiner en hebben ze nog een celkern. De celkern verschrompelt meer en meer en beweegt zich naar de buitenkant van de cel. Ten slotte wordt de celkern met een dunne ommanteling van celplasma uit de cel gestoten.

## Reticulocyt

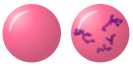
Reticulocyt

Reticulocyten zijn onvolgroeide rode bloedcellen en ontstaan 1-2 dagen nadat de normoblast in het beenmerg zijn celkern heeft uitgestoten. In tegenstelling tot erytrocyten bevatten ze nog RNA en resten van celorganellen en zijn ze iets groter dan de erytrocyten. Deze RNA-restanten worden wel substantia granulofilamentosa genoemd. Hun naam hebben de reticulocyten te danken aan de kleuring van het ribonucleoproteïne van de ribosomen, dat met nieuw methyleenblauw als fijne netvormige tekening in het cytoplasma zichtbaar gemaakt kunnen worden (reticulum is de verkleinvorm van rete „net“).
Reticulocyten gaan vanuit het beenmerg de bloedbaan in en groeien dan uit tot erytrocyten. Tot (in grootte, vorm en kleuring) normaal uitgegroeide erytrocyten worden ook wel normocyten genoemd.
Een verandering in het aantal reticulocyten in het perifere bloed (normaal 3–18 ‰) kan een aanwijzing zijn van een versterkte respectievelijk falende erytropoëse, hetgeen van praktisch belang is voor het onderscheiden van de verschillende oorzaken van bloedarmoede.

## Erytrocyt
De erytrocyt is platrond met in het midden aan beide zijden een indeuking, dit wordt ook wel biconcaaf genoemd. De biconcave vorm die ontstaat is optimaal voor het transporteren van zuurstof en koolstofdioxide. De rode bloedcel bij de mens is een rond schijfje met een diameter van circa 7,5 micrometer en een dikte van circa 2 micrometer. De ca. 25.000 miljard rode bloedcellen in het menselijk bloed hebben een gezamenlijke oppervlakte van ongeveer 4.000 m², ten behoeve van de snelle opname en afgifte van zuurstof en koolstofdioxide.
De vorm van de erytrocyt wordt door een netwerk van actine en spectrine (=eiwit) filamenten bepaald. Deze vormen net onder de celmembraan een dunne laag en ze zitten met behulp van ankyrines aan de celmembraan gehecht.
De rode bloedcel maakt het grootste deel uit van de bloedcellen (99%). De andere soorten cellen in het bloed zijn witte bloedcellen en bloedplaatjes. De rode bloedcellen vormen ongeveer 40 % van het volume van het bloed, de resterende 60% van het bloedvolume wordt ingenomen door het bloedplasma.

## Myeolodysplastisch syndroom
Bij behandeling van het myeolodysplastisch syndroom (MDS) worden wel erytropoëse stimulerende groeifactoren (epoëtine-alfa, epoëtine-bèta, darbepoëtine) samen met hematopoëtische groeifactoren (filgrastim), toegepast.

## Overzichthematopoëtische stamcelrode beenmerg
| Hematopoëse            | Hematopoëse          | Hematopoëse            | Hematopoëse | Hematopoëse | Hematopoëse | Hematopoëse | Hematopoëse | Hematopoëse     | Hematopoëse    |
| ---------------------- | -------------------- | ---------------------- | ----------- | ----------- | ----------- | ----------- | ----------- | --------------- | -------------- |
| Leukopoëse             | Leukopoëse           | Leukopoëse             | Leukopoëse  | Leukopoëse  | Leukopoëse  | Leukopoëse  | Leukopoëse  | Erytropoëse     | Trombopoëse    |
| Myeloblast             | Myeloblast           | Myeloblast             | Monoblast   | Lymfoblast  | Lymfoblast  | Lymfoblast  |             | Pro-erytroblast | Megakaryoblast |
| Myeloblast             | Myeloblast           | Myeloblast             | Monoblast   | Lymfoblast  | Lymfoblast  | Lymfoblast  | Erytroblast |                 | Megakaryoblast |
| Myeloblast             | Myeloblast           | Myeloblast             | Monoblast   | Lymfoblast  | Lymfoblast  | Lymfoblast  | Normoblast  |                 | Megakaryoblast |
| Promyelocyt            | Promyelocyt          | Promyelocyt            | Monocyt     | Lymfocyt    | Lymfocyt    | Lymfocyt    | Reticulocyt | Megakaryocyt    |                |
| Neutrofiele granulocyt | Basofiele granulocyt | Eosinofiele granulocyt | Macrofaag   | B-cel       | T-cel       | NK-cel      | Mastocyt    | Erytrocyt       | Trombocyt      |